# Чорнобиль. Відродження (цикл монет)
«Чорнобиль. Відродження» — цикл пам'ятних монет із серії «Флора і фауна», започаткований Національним банком України 2021 року з нагоди 35-ї річниці Чорнобильської катастрофи. Монети присвячені тваринам, які вважаються символами відновлення природних екосистем Чорнобильського радіаційно-екологічного біосферного заповідника. Чорнобильський заповідник – найбільший природоохоронний об’єкт України площею 226 269,5 га. Він має ключове значення для збереження природних процесів у зонах радіаційного впливу та є притулком для багатьох рідкісних видів рослин і тварин.
Заплановано випустити шість монет. Дизайн монет розробила художниця Наталія Фандікова.

## Монети в серії
| Монета                | Дата введення в обіг | Аверс | Реверс |
| --------------------- | -------------------- | ----- | ------ |
| «Кінь Пржевальського» | 29 липня 2021        |       |        |
| «Ведмідь бурий»       | 29 липня 2022        |       |        |
| «Рись євразійська»    | 26 квітня 2023       |       |        |
| «Лелека чорний»       | 26 квітня 2024       |       |        |
| «Лось європейський»   | 25 квітня 2025       |       |        |